# Nomads
Nomads è un film del 1986 diretto da John McTiernan, con Lesley-Anne Down e Pierce Brosnan.
In Italia è uscito al cinema giovedì 22 maggio 1986 distribuito dalla Titanus Distribuzione.

## Trama
In un ospedale di Los Angeles viene ricoverato un uomo gravemente ferito e in stato di forte shock, che muore dopo aver morso la dottoressa Eileen Flax che gli si era avvicinata per poter meglio capire le sue flebili ultime parole. Si scopre che l'uomo era Jean-Charles Pommier, un valente antropologo francese. Eileen rivive gli ultimi giorni di vita di Pommier scoprendo che questi stava seguendo una banda di giovani punk nomadi, incarnazione degli spiriti da lui studiati.